# ماريوس غريغونيس
ماريوس غريغونيس (بالليتوانية: Marius Grigonis)‏ مواليد 26 أبريل 1994 في كاوناس، هو لاعب كرة سلة ليتواني. بدأ مسيرته الاحترافية في سنة 2013. يلعب مع كانارياس لكرة السلة. يحمل الرقم 13. يبلغ طوله 6 قدم 6 بوصة (2.0 م). مثّل منتخب بلاده. شارك في دورة الألعاب الأولمبية الصيفية سنة 2016.

## المسيرة الاحترافية
لعب مع زالغيريس لكرة السلة في موسم 2013–2014، ثم لعب مع باسكت مانريسا في الدوري الإسباني من سنة 2014 إلى 2016، ثم لعب مع كانارياس لكرة السلة في سنة 2016.

## روابط خارجية
- ماريوس غريغونيس على موقع الاتحاد الدولي لكرة السلة (الإنجليزية)
- ماريوس غريغونيس على موقع الدوري الأوروبي لكرة السلة (الإنجليزية)
- ماريوس غريغونيس على موقع الدوري الإسباني لكرة السلة (الإسبانية)
- ماريوس غريغونيس على موقع كرة السلة الأوروبية.كوم (الإنجليزية)
- ماريوس غريغونيس على موقع ريلجم (الإنجليزية)
- ماريوس غريغونيس على موقع بروبوليرز (الإنجليزية)
- ماريوس غريغونيس على موقع سبورتس رفرنس (الإنجليزية)
- ماريوس غريغونيس على موقع أوليمبيديا (الإنجليزية)